# Górzak klinosterny
Górzak klinosterny (Oreotrochilus adela) – gatunek małego ptaka z rodziny kolibrowatych (Trochilidae). Występuje w Andach w Boliwii i skrajnie północnej Argentynie; nie jest zagrożony wyginięciem.

## Występowanie
Górzak klinosterny występuje w centralnej i południowej Boliwii (na północ po departament Cochabamba) oraz na przyległym obszarze skrajnie północnej Argentyny (prowincja Jujuy). Preferuje lasy Polylepis oraz suche i półsuche zarośla w Andach na wysokości od 2550 do 4000 m n.p.m.

## Systematyka
Nie wyróżnia się podgatunków.

## Charakterystyka

### Morfologia
Osiąga 11–13 cm długości oraz masę 7,4–8,3 g. Wierzch ciała szaro-brązowy. Samce mają jaskrawozielone pióra pod gardłem, spód ciała kasztanowy z czarnym, biegnącym w dół pasem w części centralnej, natomiast ogon jest niebieskawoczarny z cynamonowymi środkowymi częściami wszystkich piór oprócz centralnych. Samica ma białe gardło z szarawymi i zielonymi plamkami, a spód ciała jasnorudy; jej ogon ma białe końcówki piór. Obie płcie mają czarny, lekko zakrzywiony dziób. Osobniki młodociane przypominają dorosłe samice.

### Dieta
Żywi się nektarem kwiatów roślin z rodzajów Barnadesia, Mutisia i Puya, roślin z rodziny gązewnikowatych (Loranthaceae) oraz kaktusów. Zjada też owady.

### Rozmnażanie
Ich sezon lęgowy nie jest dokładnie określony, prawdopodobnie trwa od października do lutego. Duże gniazda w kształcie filiżanki przyczepione są do powierzchni skał.

## Status
Międzynarodowa Unia Ochrony Przyrody (IUCN) od 2021 roku uznaje górzaka klinosternego za gatunek najmniejszej troski (LC – Least Concern), wcześniej klasyfikowała go jako gatunek bliski zagrożenia (NT – Near Threatened). Liczebność populacji szacowana jest na 2500–9999 dorosłych osobników. Trend liczebności populacji oceniany jest jako lekko spadkowy ze względu na niszczenie i degradację siedlisk.